# 满山爆竹
满山爆竹（学名：Sinobambusa tootsik var. laeta）为禾本科唐竹属下的一个变种。

## 扩展阅读
- 維基物種上的相關：满山爆竹